# Leichtathletik-Weltmeisterschaften 1999/800 m der Frauen

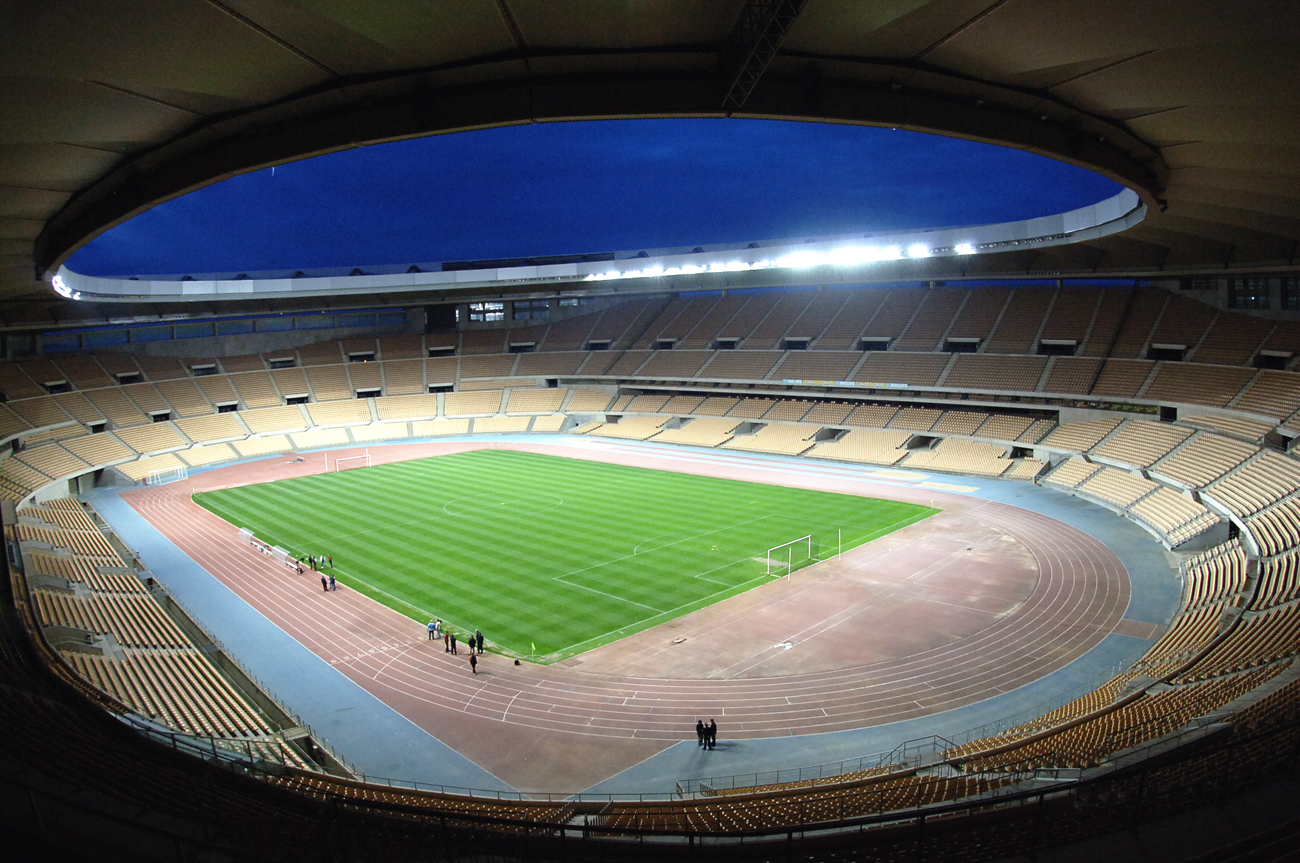
Das Olympiastadion von Sevilla im Jahr 2011

Der 800-Meter-Lauf der Frauen bei den Leichtathletik-Weltmeisterschaften 1999 wurde vom 21. bis 24. August 1999 im Olympiastadion der spanischen Stadt Sevilla ausgetragen.
Weltmeisterin wurde die Tschechin Ludmila Formanová. Sie gewann vor der Weltmeisterin von 1993, WM-Dritten von 1997. Olympiadritten von 1996 und dreifachen Afrikameisterin (1990/1993/1998) Maria de Lurdes Mutola aus Mosambik. Sie war 1993 darüber hinaus Afrikameisterin über 1500 Meter geworden. Bronze ging an die russische Doppelolympiasiegerin von 1996 über 800 und 1500 Meter Swetlana Masterkowa, die über 1500 Meter amtierende Europameisterin war und fünf Tage später das Rennen über diese längere Mittelstrecke für sich entschied.

## Bestehende Rekorde
| Weltrekord | 1:53,28 min | Jarmila Kratochvílová | München, BR Deutschland       | 26. Juli 1983  |
| WM-Rekord  | 1:54,68 min | Jarmila Kratochvílová | WM 1983 in Helsinki, Finnland | 9. August 1983 |

Auch bei diesen Weltmeisterschaften kam niemand an den bereits seit den ersten Weltmeisterschaften im Jahr 1983 bestehenden WM-Rekord heran.
Es wurden zwei Landesrekorde aufgestellt.
- 2:04,19 min – Léontine Tsiba (Republik Kongo), 2. Vorlauf am 21. August
- 2:19,79 min – Alberta Cape (Guinea-Bissau), 2. Vorlauf am 21. August

## Vorrunde
Die Vorrunde wurde in fünf Läufen durchgeführt. Die ersten beiden Athletinnen pro Lauf – hellblau unterlegt – sowie die darüber hinaus sechs zeitschnellsten Läuferinnen – hellgrün unterlegt – qualifizierten sich für das Halbfinale.

### Vorlauf 1

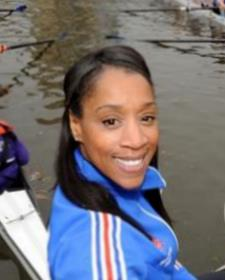
Diane Modahl verpasste das Halbfinale mit ihren 2:00,83 min nur um 33 Hundertstelsekunden

21. August 1999, 22:05 Uhr
| Platz | Name              | Nation         | Zeit (min) |
| ----- | ----------------- | -------------- | ---------- |
| 1     | Jearl Miles Clark | USA            | 2:00,32    |
| 2     | Claudia Gesell    | Deutschland    | 2:00,32    |
| 3     | Letitia Vriesde   | Suriname       | 2:00,46    |
| 4     | Diane Modahl      | Großbritannien | 2:00,83    |
| 5     | Judit Varga       | Ungarn         | 2:01,72    |
| 6     | Toni Hodgkinson   | Neuseeland     | 2:02,18    |
| 7     | Tytti Reho        | Finnland       | 2:03,73    |

### Vorlauf 2

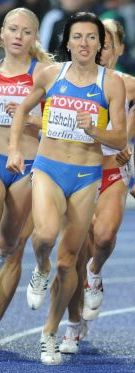
Iryna Lischtschynska (hier in führender Position eines Rennens im Jahr 2007) erreichte als Fünfte ihres Laufs nicht die nächste Runde
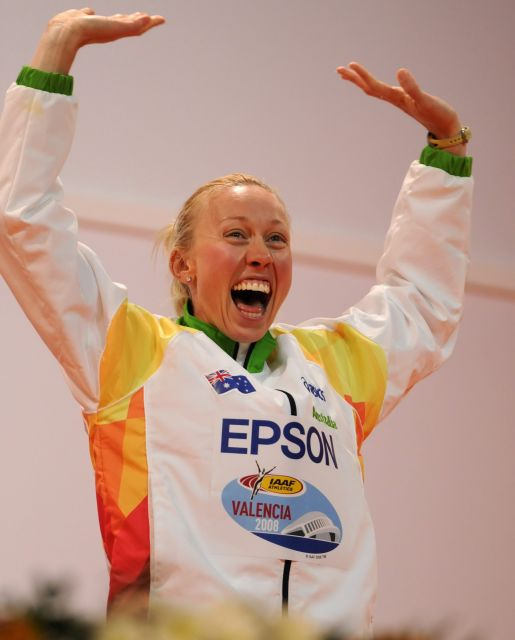
Tamsyn Lewis wurde Sechste in ihrem Vorlauf und schied damit aus

21. August 1999, 22:12 Uhr
| Platz | Name                 | Nation         | Zeit (min) |
| ----- | -------------------- | -------------- | ---------- |
| 1     | Stephanie Graf       | Österreich     | 2:00,16    |
| 2     | Natalja Zyganowa     | Russland       | 2:00,32    |
| 3     | Meredith Valmon      | USA            | 2:00,86    |
| 4     | Patrizia Spuri       | Italien        | 2:01,00    |
| 5     | Iryna Lischtschynska | Ukraine        | 2:01,53    |
| 6     | Tamsyn Lewis         | Australien     | 2:03,03    |
| 7     | Léontine Tsiba       | Republik Kongo | 2:04,19 NR |
| 8     | Alberta Cape         | Guinea-Bissau  | 2:19,79 NR |

### Vorlauf 3
21. August 1999, 22:19 Uhr
| Platz | Name                   | Nation    | Zeit (min) |
| ----- | ---------------------- | --------- | ---------- |
| 1     | Sandra Stals           | Belgien   | 2:00,07    |
| 2     | Maria de Lurdes Mutola | Mosambik  | 2:00,10    |
| 3     | Natalja Gorelowa       | Russland  | 2:00,13    |
| 4     | Natallja Duchnowa      | Belarus   | 2:00,42    |
| 5     | Grace Birungi          | Uganda    | 2:02,71    |
| 6     | Julia Sakara           | Simbabwe  | 2:03,53    |
| DNS   | Kutre Dulecha          | Äthiopien |            |

### Vorlauf 4
21. August 1999, 22:26 Uhr
| Platz | Name               | Nation         | Zeit (min) |
| ----- | ------------------ | -------------- | ---------- |
| 1     | Ludmila Formanová  | Tschechien     | 1:59,52    |
| 2     | Kelly Holmes       | Großbritannien | 1:59,72    |
| 3     | Lwiza Msyani John  | Tansania       | 2:00,49    |
| 4     | Brigita Langerholc | Slowenien      | 2:00,50    |
| 5     | Zulia Calatayud    | Kuba           | 2:00,93    |
| 6     | Heidi Jensen       | Dänemark       | 2:01,12    |
| 7     | Vicky Lynch-Pounds | Kanada         | 2:02,66    |
| 8     | Addeh Mwamba       | Sambia         | 2:07,96    |

### Vorlauf 5
21. August 1999, 22:33 Uhr
| Platz | Name                | Nation      | Zeit (min) |
| ----- | ------------------- | ----------- | ---------- |
| 1     | Swetlana Masterkowa | Russland    | 2:00,27    |
| 2     | Olena Buschenko     | Ukraine     | 2:00,33    |
| 3     | Linda Kisabaka      | Deutschland | 2:00,46    |
| 4     | Anita Brägger       | Schweiz     | 2:01,89    |
| 5     | Adoración García    | Spanien     | 2:04,68    |
| 6     | Charmaine Howell    | Jamaika     | 2:04,73    |
| 7     | Zwetelina Kirilowa  | Bulgarien   | 2:07,41    |

## Halbfinale
In den beiden Halbfinalläufen qualifizierten sich die jeweils ersten drei Athletinnen – hellblau unterlegt – sowie die darüber hinaus zwei zeitschnellsten Läuferinnen – hellgrün unterlegt – für das Finale.

### Halbfinallauf 1

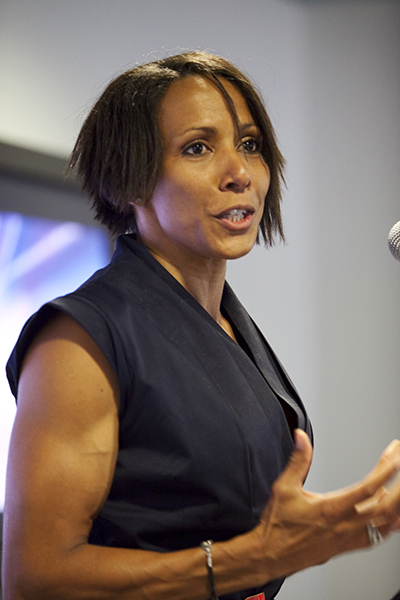
Für Kelly Holmes (hier im Jahr 2009) reichte es auf Rang vier im ersten Halbfinale diesmal nicht in den Endlauf – sie hatte ihre größten Erfolge noch vor sich

22. August 1999, 19:45 Uhr
| Platz | Name                   | Nation         | Zeit (min) |
| ----- | ---------------------- | -------------- | ---------- |
| 1     | Maria de Lurdes Mutola | Mosambik       | 1:59,84    |
| 2     | Jearl Miles Clark      | USA            | 2:00,37    |
| 3     | Natalja Zyganowa       | Russland       | 2:00,67    |
| 4     | Kelly Holmes           | Großbritannien | 2:00,77    |
| 5     | Linda Kisabaka         | Deutschland    | 2:00,81    |
| 6     | Lwiza Msyani John      | Tansania       | 2:01,92    |
| 7     | Olena Buschenko        | Ukraine        | 2:02,01    |
| 8     | Sandra Stals           | Belgien        | 2:09,22    |

### Halbfinallauf 2

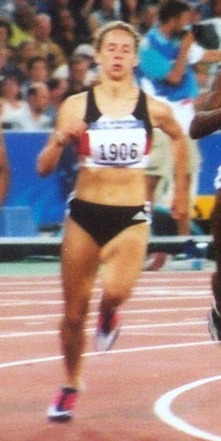
Claudia Gesell erreichte das Halbfinale und schied dort als Siebte des zweiten Rennens aus
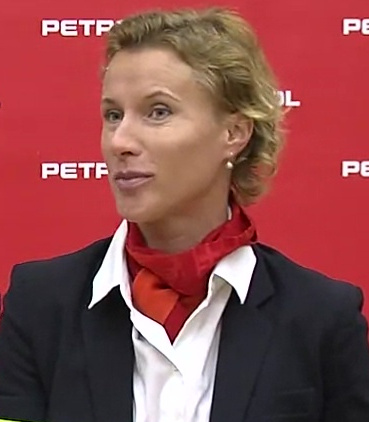
Brigita Langerholc lag als Achte ihres Halbfinallaufs deutlich zurück und erreichte nicht das Finale

22. August 1999, 19:53 Uhr
| Platz | Name                | Nation      | Zeit (min) |
| ----- | ------------------- | ----------- | ---------- |
| 1     | Swetlana Masterkowa | Russland    | 1:59,25    |
| 2     | Ludmila Formanová   | Tschechien  | 1:59,42    |
| 3     | Stephanie Graf      | Österreich  | 1:59,61    |
| 4     | Natallja Duchnowa   | Belarus     | 2:00,03    |
| 5     | Natalja Gorelowa    | Russland    | 2:00,14    |
| 6     | Letitia Vriesde     | Suriname    | 2:00,33    |
| 7     | Claudia Gesell      | Deutschland | 2:01,24    |
| 8     | Brigita Langerholc  | Slowenien   | 2:04,51    |

## Finale

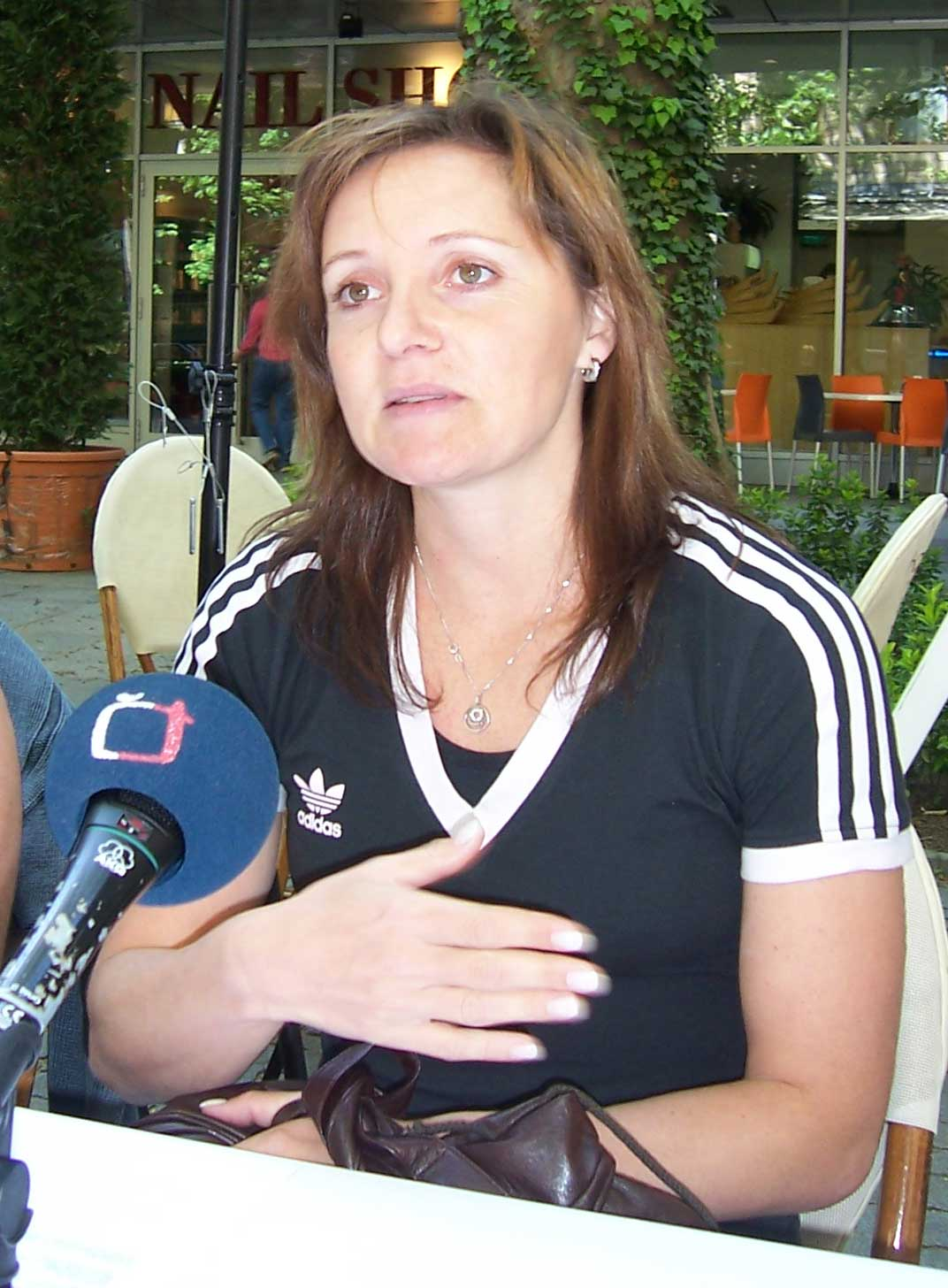
Weltmeisterin Ludmila Formanová

24. August 1999, 21:00 Uhr
| Platz | Name                   | Nation     | Zeit (min) |
| ----- | ---------------------- | ---------- | ---------- |
| 1     | Ludmila Formanová      | Tschechien | 1:56,68    |
| 2     | Maria de Lurdes Mutola | Mosambik   | 1:56,72    |
| 3     | Swetlana Masterkowa    | Russland   | 1:56,93    |
| 4     | Jearl Miles Clark      | USA        | 1:57,40    |
| 5     | Natalja Zyganowa       | Russland   | 1:57,81    |
| 6     | Natalja Gorelowa       | Russland   | 1:57,90    |
| 7     | Stephanie Graf         | Österreich | 1:57,92    |
| 8     | Natallja Duchnowa      | Belarus    | 1:58,69    |

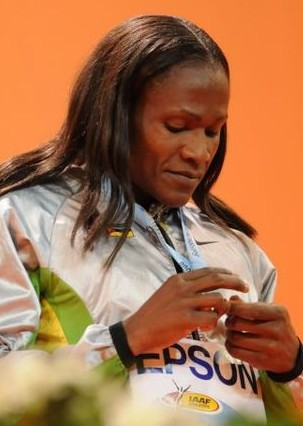
Vizeweltmeisterin Maria de Lurdes Mutola, sie hatte als Weltmeisterin von 1993, WM-Dritte von 1997 und Olympiadritten von 1996 bereits einige Medaillen gesammelt – nicht ihre letzten
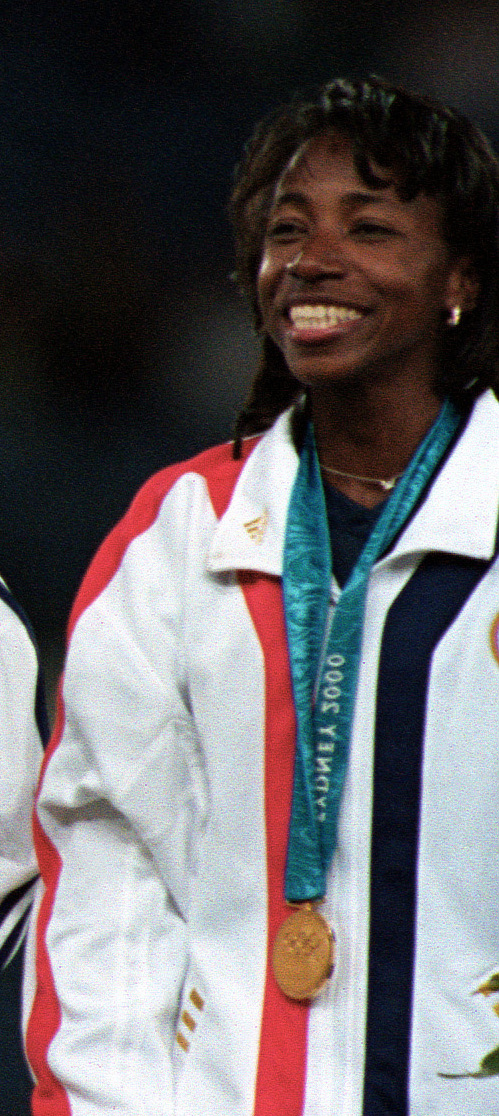
Jearl Miles Clark, vorher vor allem über 400 Meter und mit 4-mal-400-Meter-Staffeln siegreich, belegte Rang vier
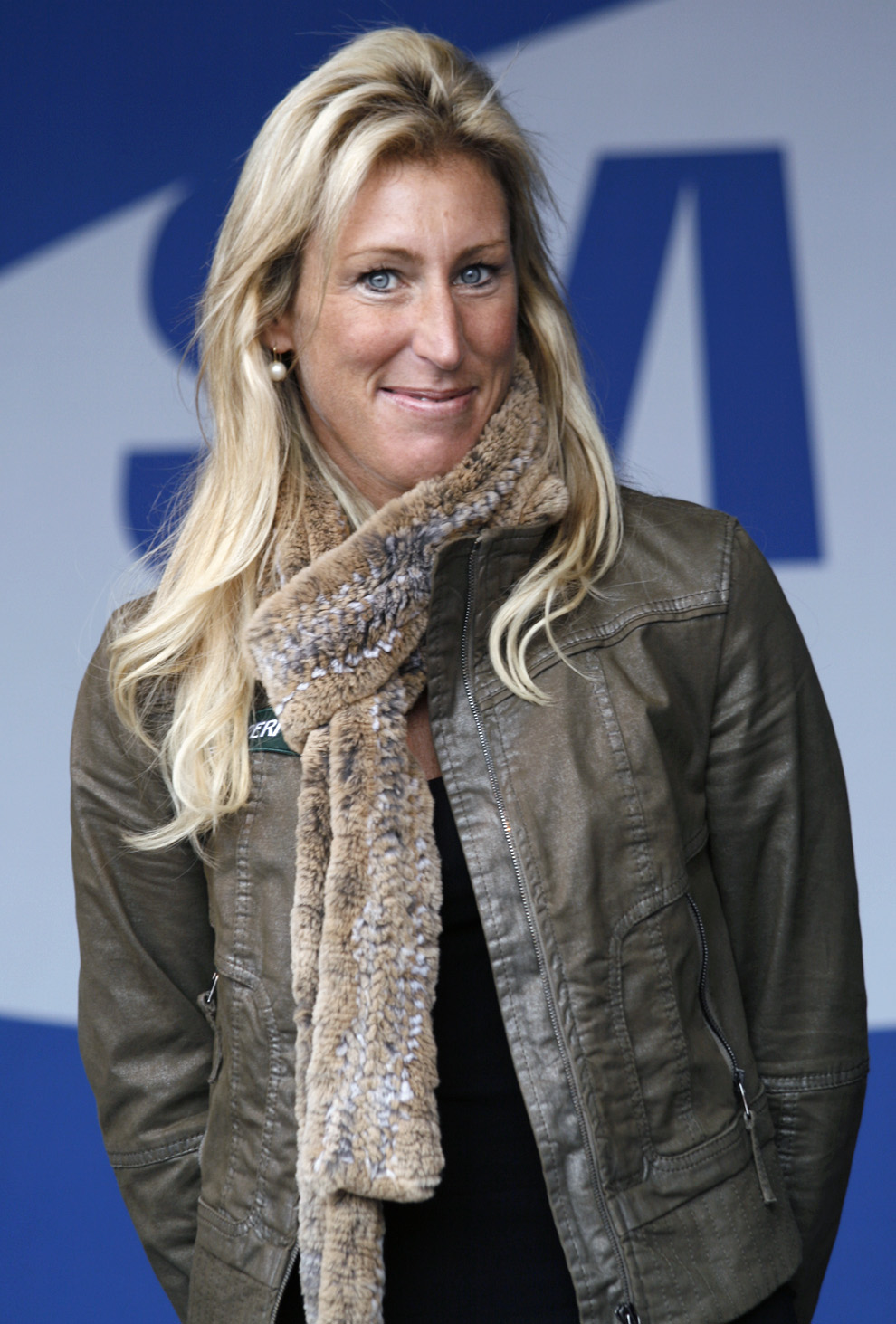
Stephanie Graf (Foto: 2008) wurde Siebte – ihre Medaillenerfolge lagen noch in der Zukunft

## Video
- 1999 IAAF World Athletics Championships – Women's 800 m Final, Video veröffentlicht am 19. April 2011 auf youtube.com, abgerufen am 23. Juli 2020